# Jan (Kratirow)
Jan, imię świeckie Iwan Aleksandrowicz Kratirow (ur. 15 lipca?/27 lipca 1839 w Łochcie, zm. 30 stycznia?/12 lutego 1909 w Moskwie) – rosyjski biskup prawosławny.

## Życiorys
Był synem kapłana prawosławnego. Ukończył seminarium duchowne w Wołogdzie w 1860, a następnie, w 1864, Moskiewską Akademię Duchowną. W 1867 obronił w niej dysertację magisterską. Był już wówczas wykładowcą tego samego seminarium, które sam ukończył. W 1867 został przeniesiony na analogiczne stanowisko w seminarium duchownym w Jarosławiu. Trzy lata później uzyskał stanowisko sekretarza Rady Moskiewskiej Akademii Duchownej.
W 1882, na zaproszenie arcybiskupa charkowskiego Ambrożego, objął stanowisko rektora seminarium duchownego w Charkowie i zgodził się zostać kapłanem (jako mężczyzna żonaty). 7 maja 1883 został wyświęcony na diakona, dzień później – na kapłana, zaś 5 czerwca otrzymał godność protoprezbitera. Z jego inicjatywy przebudowano i rozbudowano budynek charkowskiego seminarium. W 1884, zachowując dotychczasowe obowiązki, został przewodniczącym rady ds. szkół w eparchii charkowskiej, znacząco przyczyniając się do organizacji szkół cerkiewnych w eparchii, oraz redaktorem odpowiedzialnym dziennika teologiczno-filozoficznego „Wiara i Rozum”.
W 1888 jego małżonka zmarła. Za radą arcybiskupa charkowskiego Ambrożego w 1893 złożył wieczyste śluby mnisze. W tym samym roku otrzymał godność archimandryty. 25 kwietnia 1893 w Ławrze św. Aleksandra Newskiego został wyświęcony na wikariusza eparchii charkowskiej z tytułem biskupa sumskiego. W 1895 jego tytuł uległ zmianie na biskup jelizawietgradzki.
Po siedmiu miesiącach otrzymał nominację na rektora Petersburskiej Akademii Duchownej i biskupa narewskiego, wikariusza eparchii petersburskiej. Tymczasowo zarządzał eparchią petersburską w czasie choroby i po śmierci metropolity Palladiusza u schyłku r. 1898. W roku następnym mianowano go ordynariuszem eparchii saratowskiej.
W 1903 został zwolniony z katedry i zaliczony w poczet członków konsystorza eparchii moskiewskiej, mianowano go równocześnie przełożonym Monasteru Simonowskiego. Ze wszystkich obowiązków zwolniono go w 1908. Przeniesiony do ubogiej celi z pokojów przełożonego, stopniowo zapadł na zdrowiu, odmawiał przyjmowania lekarstw i jedzenia. Zmarł w roku następnym i został pochowany na terenie monasteru.